# Stadthagen
Stadthagen è una città della Germania, capoluogo del circondario della Schaumburg, nel land della Bassa Sassonia. Si trova circa 40 km ad ovest di Hannover.

## Geografia
Stadthagen si trova tra Minden e Hannover, nel centro della regione di Hannover.

## Storia
Intorno al 1224, il conte Adolfo III di Holstein fondò un nuovo insediamento ai piedi della catena montuosa del Bückeberg. La sua posizione vicino all'Hellweg testimonia la sua visione strategica e commerciale. Nel 1287 la città cambiò nome in Grevenalveshagen ("recinto del conte Adolfo") e infine acquisì il nome attuale di Stadthagen nel 1287. Altri momenti salienti della prima storia della città sono l'acquisizione del sigillo cittadino nel 1320 e la concessione dei privilegi cittadini nel 1344. Furono erette circa 1.400 fortificazioni in pietra, di cui rimangono solo la torre del mercato del bestiame, una piccola torre del castello e parte delle sezioni delle mura cittadine.
Nel 1501 iniziò l'attività di estrazione del carbone, che rimase attiva fino al 1961. Nel 1559 il conte Ottone IV  di Schaumburg introdusse il luteranesimo nella città. Il suo predecessore, il conte Adolfo XI, commissionò all'architetto Jörg Unkair di Tubinga la costruzione dell'attuale castello. Costruito tra il 1534 e il 1538 sul sito di un castello precedente, è uno dei più notevoli esempi di castelli del primo Rinascimento in Bassa Sassonia. Nel 1607 il principe Ernesto di Schaumburg trasferì la sua residenza da Stadthagen a Bückeburg. Il liceo del 1610 fu elevato al rango di università nel 1620, ma poco dopo si trasferì a Rinteln. Negli anni 1620-1627 fu eretto il Mausoleo del Principe con il monumento alla resurrezione di Adriaen de Vries.
Nel 1918, alla fine della monarchia, fu istituito lo Stato libero di Schaumburg-Lippe. Durante la Seconda guerra mondiale, il 9 aprile 1945, il villaggio fu conquistato senza opposizione dalle truppe americane, senza subire danni.
Nel 1948 Stadthagen divenne il centro amministrativo del nuovo circondario di Schaumburg-Lippe e nel 1977 del nuovo circondario di Schaumburg. La popolazione di Stadthagen è aumentata a 23.000 abitanti nel 1973, grazie alla fusione con le comunità circostanti nell'ambito della riforma del governo locale. Successivamente, nel 1982, è stato costruito un nuovo centro amministrativo della città sul sito di un ex birrificio.

## Geografia antropica

### Suddivisioni amministrative
Comprende le frazioni di Enzen, Habichhorst-Blyinghausen, Hobbensen, Hörkamp-Langenbruch (con Teilen e Brandshof), Krebshagen, Obernwöhren con Habrihausen, Probsthagen con Schäferhof, Reinsen con Remeringhausen, Stadthagen (capoluogo) con Brandenburg e Bruchhof, Wendthagen-Ehlen con Wendthöhe.

## Monumenti
Un monumento di importanza europea è il Mausoleo del principe Ernesto.